# Eurystyles ananassocomus
Eurystyles ananassocomus är en orkidéart som först beskrevs av Heinrich Gustav Reichenbach, och fick sitt nu gällande namn av Rudolf Schlechter. Eurystyles ananassocomus ingår i släktet Eurystyles och familjen orkidéer. Inga underarter finns listade i Catalogue of Life.